# Peter Kaumba
Peter Kaumba (ur. 31 marca 1958 w Kitwe) – zambijski piłkarz grający na pozycji lewego pomocnika. W swojej karierze grał w reprezentacji Zambii.

## Kariera klubowa
Swoją karierę piłkarską Kaumba rozpoczął w klubie Mindola United, w którym zadebiutował w 1975 roku i w którym grał do 1977 roku. W 1978 roku przeszedł do Power Dynamos. W sezonach 1979, 1980 i 1982 zdobył z nim trzy Puchary Zambii. W 1984 roku grał w iworyjskim Africa Sports National, a w 1985 roku wrócił na sezon do Power Dynamos, w którym zakończył karierę.

## Kariera reprezentacyjna
W reprezentacji Zambii Kaumba zadebiutował w 1979 roku. W 1982 roku powołano go do kadry na Puchar Narodów Afryki 1982. Wystąpił w nim w pięciu meczach: grupowych z Algierią (0:1), Etiopią (1:0) i z Nigerią (3:0, strzelił w nim gola), półfinałowym z Libią (1:2, strzelił w nim gola) i o 3. miejsce z Algierią (2:0, strzelił w nim gola). Z Zambią zajął 3. miejsce w tym turnieju. W kadrze narodowej grał do 1983 roku.